# Mosadi Seboko
Mosadi Seboko, née en 1950, est la première Botswanaise intronisée cheffe (kgosikgolo) du peuple des Balete, au Botswana, membre à ce titre de l'Assemblée des chefs, seconde Chambre du pays.

## Biographie
Fille et sœur de rois d'un peuple de 30 000 membres, les Balete, Mosadi Seboko est née le 7 juin 1950 à Ramotswa, à 30 kilomètres au sud de Gaborone, la capitale du Botswana,. À sa naissance, son père, Mokgosi II, s'attendait à ce qu'un garçon soit son aîné, mais en voyant sa fille, il dit: « Eh bien, c'est une femme, que puis-je faire, c'est mon enfant? ». En 1969, elle termine ses études au Collège Moeding, une institution catholique d'Oste. Deux ans plus tard, elle devient responsable de département à la banque Barclays. Elle met fin à son mariage de six ans avec son mari abusif en 1978. Elle vit depuis en femme célibataire, avec ses quatre enfants.
Son frère a été kgosikgolo (chef de tribu) des Batele du 1er juin 1996 au 17 juin 2001, date à laquelle il est mort. Tumelo Seboko, un oncle de Mosadi, est devenu kgosikgolo, du 21 juin 2001 au 7 janvier 2002. La mère et les sœurs de Mosadi l'ont alors poussée à devenir le kgosikgolo suivant, en quittant son travail de salarié. Elle fonde sa candidature auprès de son peuple sur l'«équité du droit d'ainesse» : puisqu'elle était la première née, elle doit avoir préséance en devenant kgosikgolo. La mise en avant de sa candidature a provoqué des critiques, par exemple sur sa capacité à mener la traditionnelle chasse au léopard ou à faire pleuvoir, deux rituels nécessaires pour prouver la légitimité d'un kgosikgolo. Elle a réfuté ces arguments, en disant que beaucoup de ces traditions sont désormais tombées en désuétude.
Choisie par son peuple, elle a pris ses fonctions  le 7 janvier 2002. Dans cette société traditionnellement patriarcale, où les femmes ne sont pas autorisées à participer à la kgotla (réunion de village), sauf à être invitées par un homme, elle est la première femme intronisée chef du peuple Balete, et devient également membre à part entière de l'Assemblée des chefs, seconde Chambre du pays,. Elle a pris ses fonctions le 7 janvier 2002. Elle a été couronnée le 30 août 2003,.